# Jacques Rougeau
Jacques Rougeau (* 13. Juni 1960 in Saint-Sulpice, Québec) ist ein ehemaliger kanadischer Wrestler.

## Karriere
Rougeau, dessen Vater und Onkel namhafte Wrestler im Raum Montreal waren, begann seine Karriere 1977. Zunächst war er in Tennessee und Alabama recht erfolgreich, konnte aber auch in Montreal im Team mit seinem Bruder Raymond Titel erringen. 1985 wechselten die Fabulous Rougeaus in die WWE und hatten Fehden mit der Hart Foundation und den Killer Bees. Nach dem Royal Rumble 1990 beendete Raymond Rougeau seine aktive Karriere. Jacques kehrte, nach einer kurzen Auszeit, als Einzelwrestler unter dem Namen The Mountie in den Ring zurück. In diesem Gimmick verkörperte er einen bösartigen Royal Canadian Mounted Polizist, der seine Gegner mit einem Elektroschocker außer Gefecht setzte.
Am 17. Januar 1992 konnte er sich in dieser Rolle, nach einem Sieg über Bret Hart, den WWF Intercontinental Title sichern. Die Vertragssituation von Hart bei der WWF war derzeit unklar, sodass von den Verantwortlichen beschlossen wurde, Hart den Titel an Rougeau verlieren zu lassen. Gleichzeitig war der WWF von vornherein klar, dass er den Intercontinental Title nur übergangsweise halten sollte. Rougeau musste den Titel bereits zwei Tage später beim Royal Rumble 1992 an Roddy Piper weitergeben. Im Oktober 1992 legte Rougeau eine Pause ein.
Im Juli 1993 kehrte er an der Seite von Carl Ouellet als The Quebecers in die WWF zurück, gemanagt wurden sie von Johnny Polo. Gemeinsam durften sie sich dreimal die World Tag Team Championship sichern. In den späten 1990er wechselten sie in die WCW und traten dort als  The Amazing French Canadians auf. 1997 konnte Jacques Rougeau in einem Einzelmatch im Bell Centre in Montreal Hulk Hogan besiegen.
Nach seiner aktiven Wrestlingkarriere gründete Rougeau in Montreal eine Wrestlingschule, in der auch sein Sohn ausgebildet wurde. Daneben fungiert er auch als Promotor und veranstaltet Wrestling-Shows.

## Erfolge
- 1× Alabama Heavyweight Title
- 1× Central States Tag Team Title (mit Bruce Reed)
- 4× International Tag Team Title (Montreal-Version, mit Raymond Rougeau)
- 2× Mid-America Heavyweight Title
- 1× Southeastern Heavyweight Title (Nord-Division)
- 1× Southern Heavyweight Title (Mid-America-Version)
- 3× WWF World Tag Team Championship (mit Carl Ouellet)
- 1× WWE Intercontinental Championship